# Ermita de la Consolació (Llutxent)
L'ermita de la Consolació situada al camí de la Costa al terme municipal de Llutxent, a la comarca de la Vall d'Albaida (Província de València, Espanya) va ser fundada el 1772, per uns pelegrins catalans que freqüentaven el  Monestir en el paratge on ja havia existit una ermita sota l'advocació de Sant Cosme i Sant Damià i en el lloc en què el "Camí de Costa" fa una pujada, davant d'una de les creus votives del segle XIV i a mig camí entre la població i el convent.

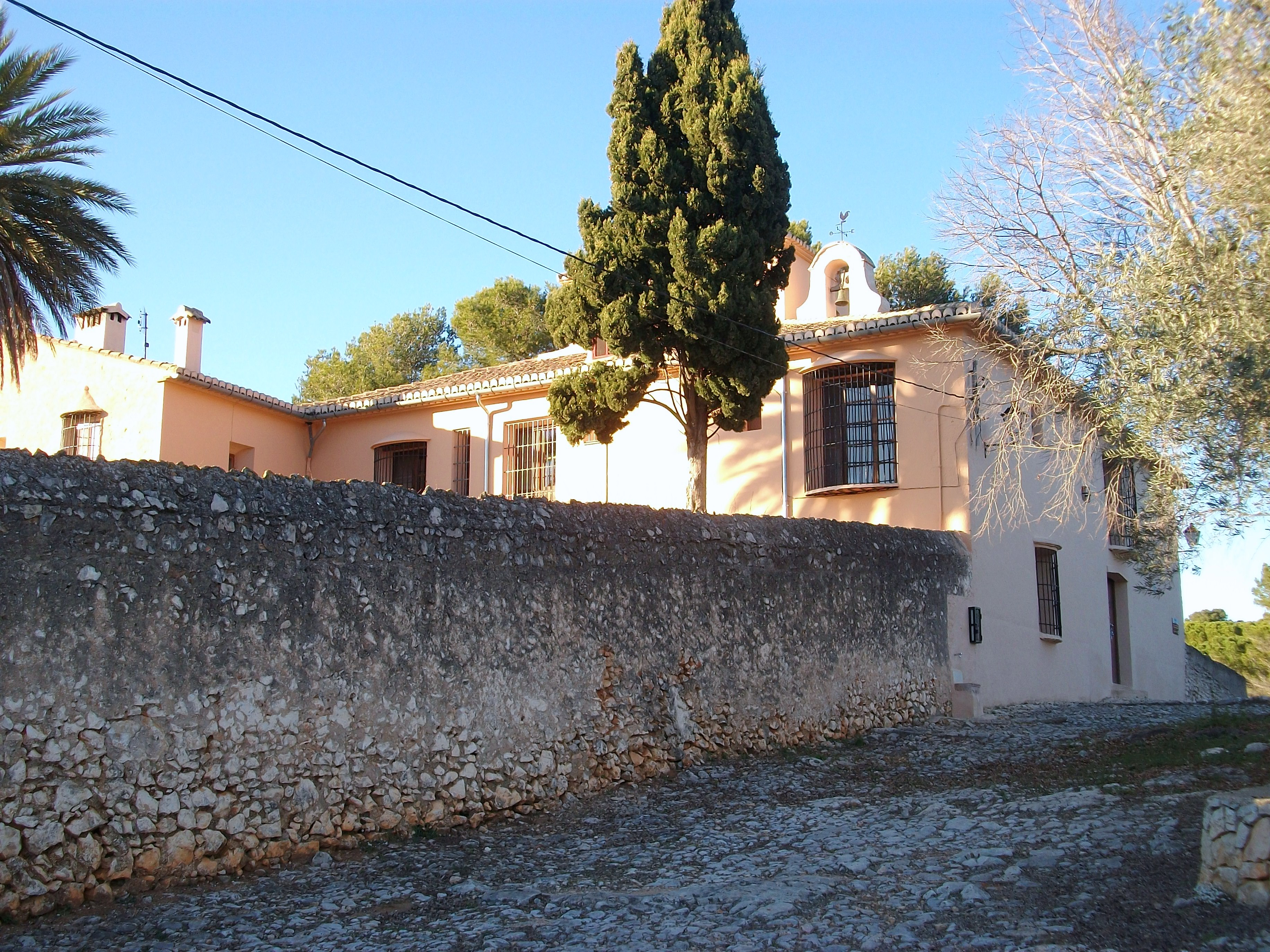
Ermita de la Consolació de Llutxent

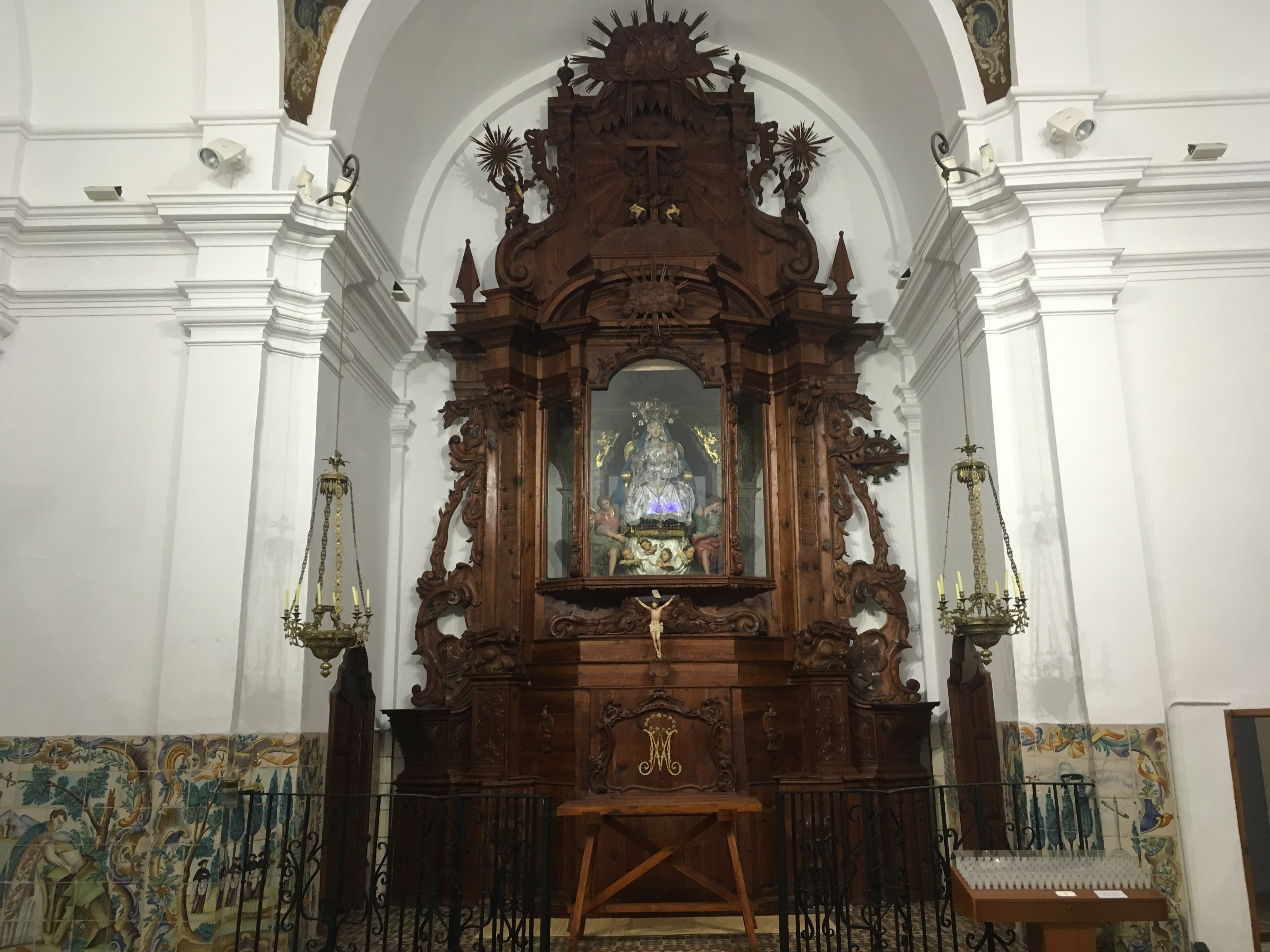
Altar de l'Ermita

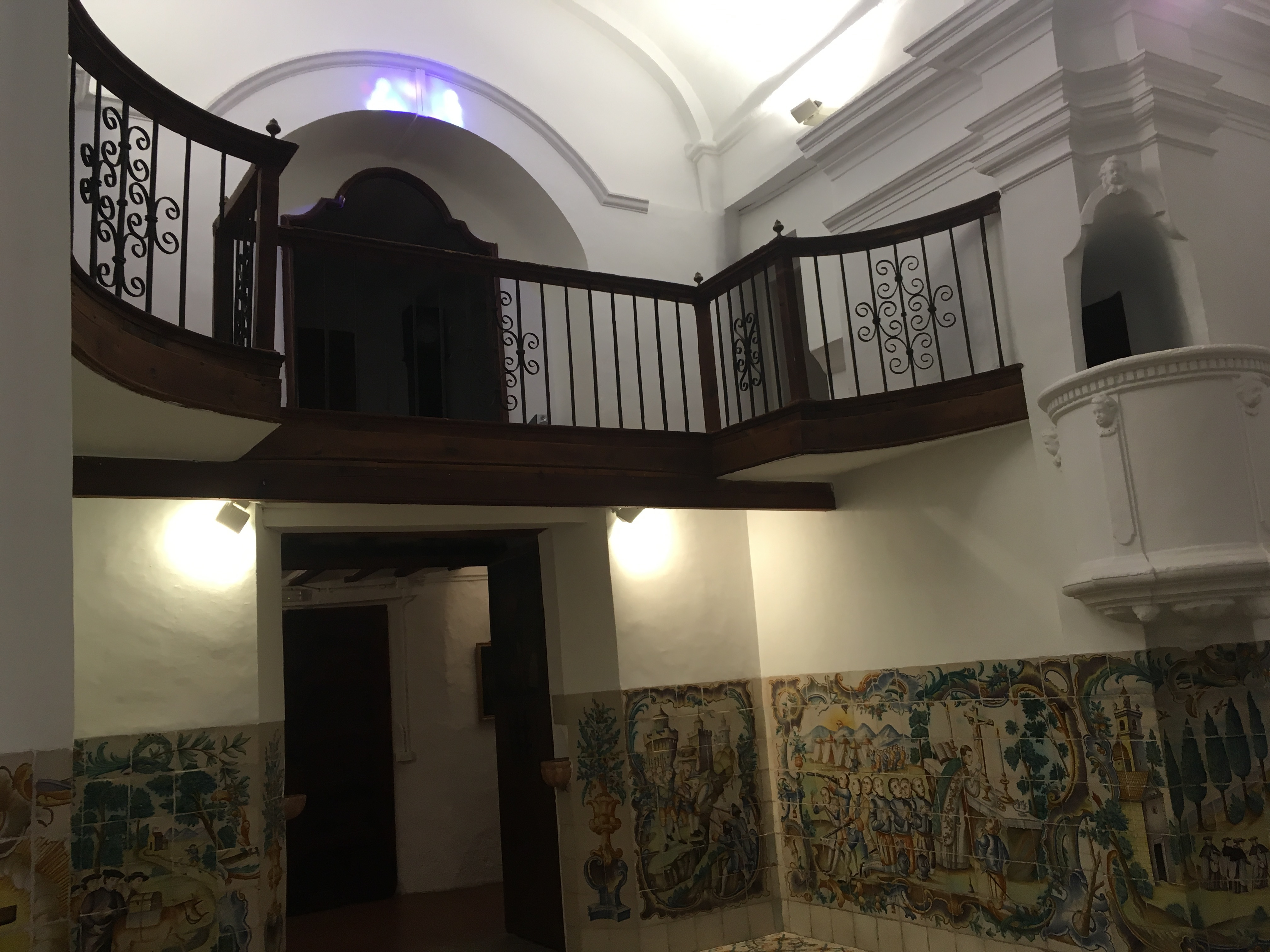
Entrada a l'església de l'ermita

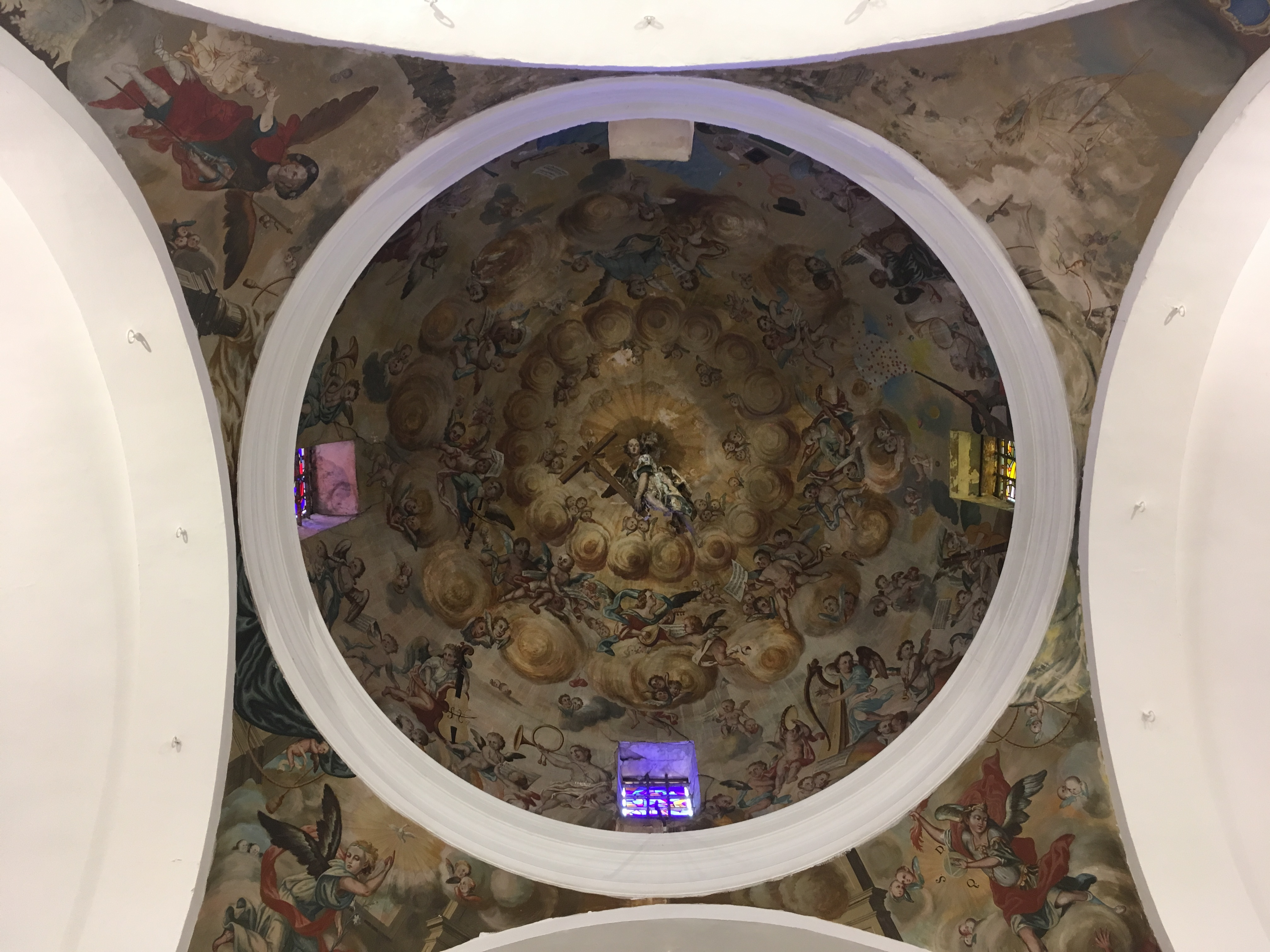
Pintures

Al simbolisme del lloc es suma la concepció de temple oratori en creu grega i cúpula interior de mitja taronja, amb tots els atributs i riqueses ornamentals, en clau popular, de la seva adscripció barroca, inserit en una austera edificació envoltant d'ordre cúbic relacionable amb la més funcional arquitectura rural de la seva època i el seu pati associat.
S'ha d'afegir com a elements d'interès, la imatgeria, fusteries, taulells de Manises, frescos i vidrieres - atributs, en part, d'encertada factura moderna, dels anys 70 del segle xx. Els vitralls de la capella són de l'artista francès Alfred Manessier.